# Francisco Kaminski
Francisco Andrés Kaminski Candia (Santiago, 6 de diciembre de 1981) es un presentador de televisión, locutor de radio y empresario chileno. Fue animador del programa Sábado por la noche y A todo o nada ambos del canal Mega.

## Primeros años de vida
Estudió en el colegio Manuel de Salas y luego entró a la universidad UNIACC para estudiar periodismo, pero sin lograr titularse.[cita requerida]

## Filmografía

### Televisión
| Año       | Programa                         | Rol                                           | Canal          |
| --------- | -------------------------------- | --------------------------------------------- | -------------- |
| 2004      | Pasiones                         | Notero                                        | TVN            |
| 2006-2010 | Mira quién habla                 | Reportero / Panelista                         | Mega           |
| 2008      | Rey del Festival de Viña del Mar | Candidato (Eliminado)                         | TVN/Canal 13   |
| 2011-2013 | Mucho Gusto                      | Reportero / Panelista                         | Mega           |
| 2012      | 40 grados                        | Invitado                                      | Mega           |
| 2012      | Secreto a voces                  | Reportero / Panelista / Animador reemplazante | Mega           |
| 2013      | II Festival Viva Dichato         | Animador Web-Show                             | Mega           |
| 2013      | Sábado por la noche              | Animador                                      | Mega           |
| 2013-2014 | A todo o nada                    | Animador                                      | Mega           |
| 2014-2017 | El show después del late         | Animador                                      | Vive TV        |
| 2016      | Todos juegan                     | Animador                                      | UCV Televisión |
| 2018      | Pasapalabra                      | Invitado                                      | Chilevisión    |
| 2022-2023 | Sigueme y te Sigo                | Animador                                      | TV+            |
| 2023-2024 | Caja de Pandora                  | Panelista                                     | La Red         |
| 2024      | ¿Quieres ser mi socio?           | Animador                                      | La Red         |

## Premios y nominaciones
| Año  | Premiación             | Categoría                                                 | Resultado |
| ---- | ---------------------- | --------------------------------------------------------- | --------- |
| 2012 | Premios Gold Tie 2012  | Rostro Popular Juvenil                                    | Nominado  |
| 2012 | Copihue de Oro de 2012 | Mejor Notero                                              | Ganador   |
| 2013 | Copihue de Oro de 2013 | Mejor Programa de Concursos o Entrevistas (A todo o nada) | Ganador   |